# Salicylsäureethylester
Salicylsäureethylester oder auch Ethylsalicylat ist der Ethylester der Salicylsäure. Es ist eine farblose Flüssigkeit, die nur schwer in Wasser löslich ist.

## Darstellung
Salicylsäureethylester kann durch Veresterung von Salicylsäure mit Ethanol in Anwesenheit von Schwefelsäure oder Salzsäure als Katalysator hergestellt werden.

## Eigenschaften
Salicylsäureethylester ist eine klare, stark lichtbrechende Flüssigkeit mit angenehmem, dem von Methylsalicylat ähnlichem, aber milderem Geruch. Der Ester ist sehr gut in Ethanol und Diethylether, schlecht in Wasser löslich. Beim Stehen an der Luft färbt sich die Flüssigkeit gelblich bis braun. Alkalien sowie Eisen führen ebenfalls zur Zersetzung.

## Anwendung
Salicylsäureethylester wird in der Medizin als Arzneistoff vorwiegend in Cremes, Salben und Linimenten zur topischen Anwendung bei Muskel-, Gelenk- und Gliederschmerzen eingesetzt. Weiterhin dient ein mit Calciumhydroxid gebildetes Chelat als antibakterielles Mittel in der Zahnmedizin. Aufgrund des angenehmen Geruchs findet der Ester auch Verwendung als Geruchskomponente in Kosmetika und Parfums.